# Sakari Momoi
Sakari Momoi (japanska: 百井 盛; Momoi Sakari), född 5 februari 1903 i nuvarande Minamisōma i Fukushima prefektur, död 5 juli 2015 i Tokyo, var en japansk lärare och vid sin död den äldsta levande japanske mannen sedan Jokichi Ikarashi avled den 23 juli 2013.
Momoi arbetade som kemilärare vid olika sekundärskolor i sina hemprefekturer Fukushima och Saitama och var rektor vid Hanawas tekniska högskola 1948–1951 och vid Saitama högskola 1953–1959.
Den 20 augusti 2014 bekräftades Momoi vara världens äldsta då levande man sedan polsk-amerikanen Alexander Imich, som var bara en dag äldre, avled den 8 juni, och sa att han ville leva längre, åtminstone 2 år till.
Momoi avled av njursvikt på ett vårdhem i Saitama norr om Tokyo den 5 juli 2015, 112 år och 150 dagar gammal, och efterträddes som världens äldsta levande man av en annan japan, Yasutaro Koide, som var över 5 veckor yngre.